# Christoph Wurm (Altphilologe)
Christoph Wurm (* 1955 in Paderborn) ist ein deutscher Alt- und Neuphilologe.

## Leben
Er studierte Anglistik, Romanistik und Latinistik an der Ruhr-Universität Bochum und trat nach Ablegung beider Staatsexamina 1982 in den Schuldienst ein. Er arbeitete bis 2018 als Latein-, Spanisch- und Englischlehrer am privaten, erzbischöflichen Mallinckrodt-Gymnasium Dortmund.
Wurm veröffentlichte – meist im Klett-Verlag – zahlreiche Werke zu Wortschatz und Grammatik moderner Fremdsprachen, vor allem des Spanischen, darunter Tener la palabra (Stuttgart 1996, zahlreiche Nachdrucke, Neuauflage 2011) und Bien hecho (Stuttgart 2012). Sein Anliegen ist die Förderung der Fähigkeit, sich fremdsprachlich kohärent und situationsangemessen zu äußern. Er leistete mit seinen Werken einen bedeutenden Beitrag zur Vermittlung von Kompetenz (Linguistik) im Unterricht der modernen Sprachen. Wurm ist auch Verfasser einer Reihe von Fachaufsätzen, die zumeist in Forum Classicum erschienen und sich vor allem mit dem Fortleben griechischer und lateinischer Autoren in den europäischen Literaturen beschäftigen. Wurm lieferte auch eine Neuübersetzung des Discurso de mi vida (1630) des Alonso de Contreras (München, 2012).
Christoph Wurm ist seit 1984 Mitglied des Philologen-Verbandes Nordrhein-Westfalen, eines Landesverbandes des Deutschen Philologenverbandes.

## Weitere Werke
- Coherente. AVM, München 2009.
- Voces castellanas. AVM, München 2009.
- Phrases-clés pour l'écrit. Klett, Stuttgart 2011.
- Pishem, goworim, obsuschdajem. Klett, Stuttgart 2012.
- Pronti per scrivere (zusammen mit Valentina Vincis). Klett, Stuttgart 2012.
- Writing better English (zusammen mit Rolf Giese und Eckhard Schröder). Klett, Stuttgart 2012.
- Glaubwürdig: die Apostelgeschichte. Lukas, der erste christliche Historiker, SCM R. Brockhaus, Holzgerlingen 2020, ISBN 978-3-417-26934-5.